# Wang Shugang
Wang Shugang, (chinesisch 王书刚; * 1960 in Peking) ist ein chinesischer Gegenwartskünstler. 1989 ging er nach Deutschland, wo er gut 10 Jahre im Ruhrgebiet lebte. Im Jahr 2000 kehrte er nach Peking zurück, wo er mit seiner deutschen Frau und einer gemeinsamen Tochter lebt.

## Leben und Wirken
Wang Shugang studierte Bildhauerei an der Central Academy of Fine Arts (CAFA). Nach seinem Abschluss 1985 wurde er dem Staatlichen Stadtplanungsbüro zugeteilt, das er aber nach einem Jahr wieder verließ, um als freier Künstler zu arbeiten.
Seit 1991 sind Wang Shugangs Werke regelmäßig in Einzelausstellungen in Deutschland und China zu sehen, einzelne Stücke waren in Gruppenausstellungen u. a. auch in der Schweiz, der USA, in Kanada, Serbien, Kroatien und Italien zu sehen. Seine Statuen, fast ausschließlich stilisierte Abbilder von Menschen, sind konsequent in drei Farben gehalten: Rot, Weiß und Bronze. Typisch für die Arbeiten Wang Shugangs sind die roten „Fegenden Mönche“ und die „Hockenden“. Sein wichtigster Galerist in Deutschland ist Alexander Ochs in Berlin.
Seine gegenwärtigen Werke kreisen u. a. um das Thema Einsamkeit/Zusammenhalt.